# Anthrenoides magaliae
Anthrenoides magaliae är en biart som beskrevs av Urban 2005. Anthrenoides magaliae ingår i släktet Anthrenoides och familjen grävbin. Inga underarter finns listade i Catalogue of Life.